# 狄恩·溫特斯
狄恩·溫特斯（英語：Dean Winters，1964年7月20日—），是一位美國演員，演出過Oz、法律與秩序：特殊受害者（Law & Order: Special Victims Unit）、Rescue Me及30 Rock等影集。畢業於科羅拉多大學。

## 早年生活
狄恩·溫特斯出生於紐約，有三位弟妹，其中一位也是演員: 斯科特·威廉·溫特斯，曾經與他共同參與Oz的演出，在劇中飾演他的弟弟。他具有愛爾蘭及義大利血統。精通義大利語。